# Нзи-Комоэ
Нзи-Комоэ (фр. N'zi-Comoé) — область в Кот-д’Ивуаре.
- Административный центр — город Димбокро.
- Площадь — 19 242 км², население — 895 405 человек (2010 год).

## География
На северо-востоке граничит с областью Занзан, на востоке с областью Муайен-Комоэ, на юго-востоке с областью Агнеби, на юге с областью Лагюн, на западе с областью Лак, на северо-западе с областью Валле-дю-Бандама.

## Административное деление
Область делится на 6 департаментов:
- Боканда
- Бонгуану
- Даукро
- Димбокро
- Мбаиякро
- Прикро (с 2005 г)